# トモダチコレクション
『トモダチコレクション』は、2009年6月18日に任天堂より発売されたニンテンドーDS用ゲーム。通称「トモコレ」。
本項目では続編であるニンテンドー3DS用ソフト『トモダチコレクション 新生活』とNintendo Switch用ソフト『トモダチコレクション わくわく生活』についても記述する。
本作はプレイヤー自身のMiiや友人・知人などのMiiを登録し（100名まで）、架空の島のマンションで生活するMii達の生活を観察したり、世話をする内容である。作ったMiiに声色や性格を設定できる。初めてゲームを始める時に決める島の名前は、一度登録すると変更ができない。また、最初に登録するMii (101号室に住ませるMii)は、プレイヤーの分身となるため、削除(引っ越し)ができない。(なお、他のMiiを削除(引っ越し)させるには、費用として2,100円がかかる。)
初週売り上げは10万本程度に留まった が、毎週5万本以上を売上げるロングセラーとなり、2009年9月13日にはミリオンセラーを達成した。ニンテンドーDSとしては29本目のミリオンタイトルとなる。2009年12月20日には売り上げ200万本を、2010年3月28日には売り上げ300万本を突破した。

## システム

### レベル
Miiにはそれぞれレベルが存在し、満足度のゲージを満タンにすることでレベルを一段階上げることができる。満足度は、好きな食べ物・服・インテリアを与えたり、住民の悩みを解決させることによって増える。また、タッチペンで住民の頭をなでるとわずかに満足度が上がる。一方で嫌いな食べ物・服・インテリアを与えた場合はレベルの範囲内でゲージが減る。LV1から始まりレベルが上がるごとに、Miiにインテリア（6種）・道具（8種類）・歌（6曲）・言葉（1語）のうち、いずれかひとつをプレゼントすることができ、LV22になった時点ですべてのプレゼントを与えたことになる。それ以降はMiiのレベルを上げても、銀貨か金貨をくれるのみとなる。最高レベルはLV99で、それ以降は銀貨か金貨が貰えるのみになる。

### 島内の施設
マンション
13階を除き1フロアに8部屋あり（13階は4部屋）、Miiが増えると改装される（3階（24人）→6階（48人）→9階（72人）→13階（100人））。
市役所
Miiの新規登録を行ったり、Miiの性格を表にした「性格分布図」を見たり、Wiiや他のトモダチコレクションとの通信を行うことができる。
たべもの屋さん
食べ物の専門店。
「和」「洋・中」「デザート」「飲み物」の4つに分類され、136種類ある。住民が2人以上になると開放される。
服屋さん
ファッションの専門店。
「男性用」「女性用」「男女兼用」「仕事用」「その他（高級品）」の5つに分類され、300種類ある。
一度買ったものはカタログで購入できるが、一部購入できない非売品もある。
開放するには住人が男女各2人以上かつ住人の悩みを5個解決しなければならない。
インテリア屋さん
住人の部屋を模様替えできるインテリアのお店。70種類あり、一度買ったものはカタログで購入できる。
毎月の限定の品、条件を満たすと出現する特別な品もある。所持金が2万円以上になると開放される。
質屋さん
住人と遊ぶことで獲得できるお宝を売ることができる。お宝は90種類あり、開放するにはお宝を5種類入手しなければならない。
質問ホール
「多数決する」と「質問する」の2つが選べる。開放するには住人が4人以上かつ住人の悩みを60個以上解決しなければならない。
適職の館
Miiに適した職業を占ってくれるが占うには生年月日の登録が必要となっており、開放するには男女各2人以上かつ住人の悩みを15個解決しなければならない。
相性テスター
同性同士の場合は友達としての相性、異性同士の場合は恋愛としての相性を占うことができるが占うには生年月日の登録が必要となっており、開放するには住人が男女各2人かつ住人の悩みを30個解決しなければならない。
Miiニュース
AM7:00とPM7:00の1日2回放送され、後から見ることも出来る。
古いものから順番に消えていくが、保護することもでき、最大で10個まで保護する事ができる。悩みを一定数解決したりゲームを保存しなかった場合はニュース速報が流れる。開放するには住人が男女各3人以上かつ合計7人いなければならない。
恵みのふんすい
1日1回、住人全員での募金が行われる。また朝市・英会話教室・ストリートライブなどのイベントも行われる。朝市では食べ物などを定価の半額で買うことができる。英会話教室では字幕が簡単な英語での会話になるがセリフはカタカナ英語となっている。ストリートライブではゲーム中に流れる曲がアレンジされたものを演奏している。市役所開設後に利用可能になる。
ランキング掲示板
様々なランキングが発表される掲示板。開放するには住人が男女各5人以上かつ住人の悩みを10個解決しなければならない。発表されるランキングには、「絶好調ランキング」「人気ランキング」「友達相性ランキング」「恋愛相性ランキング」「モテ男（モテ女）ランキング」「お気に入りランキング」があり、「絶好調ランキング」のみ毎日順位が変動する。

## 住民との関わり

### 恋愛
ピンクのハートマークの人影マークがついた部屋に行くことで恋愛をしていることがわかる。すべての恋愛は最初は片思いから始まり告白するというもの。振られたりすることもあり実際の恋愛関係に似ている（デートなどは交際中はゲーム内でしてはいないが、ゲーム内では破局時や離婚時にデートをしていたことが発覚する）。そして住人が結婚すると、イベントが発生しスタッフロールが流れる。

### 遊び
緑色の人影マークがついている部屋に入ると、そこにいる住民と遊ぶことができ、ゲームをすることでお宝を手に入れることができる。ゲームに勝つと大・中・小の箱を選んで選んだ箱の大きさのお宝がもらえる。負けるとティッシュまたはトイレットペーパーがもらえる。何のゲームをするかはランダムであり、以下の七つがある。
- だるまさんがころんだ（唯一30秒の時間制限がある）
- ババ抜き
- 絵合わせ
- シルエットクイズ
- 尻文字クイズ
- 一方的あっちむいてほい
- 本格的あっちむいてほい（じゃんけんをして、勝ったほうが指を動かす）

また、これらと別にアイテムは手に入らないが、「蚊」や「背中をかく」といったチャレンジ回数制限の住人の悩みとしてのミニゲームもある。

### その他
- 住民が寝ている時に夢を見ている状態があり、吹き出しに「夢」と出ているのをタッチすると見ている夢を覗く事ができる。布団で寝ている時に限り、夢にちなんだアイテムやお宝が入手できる。また、催眠術セットで任意で夢を見せる事も可能。就寝中の住民の部屋に入り、顔にタッチすると顔に落書きをすることができる。
- 大好物、または旅行券をあたえると落ち込み度が一気に解消される。そのため大好物は発見しづらくなっており、旅行券も入手困難なレアアイテムとされている。また旅行のおみやげ限定のお宝もあるため、場合によっては必須アイテムとなる。
- 住人の部屋の窓に何も吹き出しがついていないときに、部屋に入ると、住人から、「・・・」と書かれた吹き出しが出ていることがある。それをタッチすると住人の独り言や雑談を聞くことができる。ちなみに恋人や親友がいる場合には、その相手のことを気にかけることもある。

## 開発
『トモダチコレクション』の源流は、Miiの開発より以前の2000年に遡る。本作は、Miiの原案の一つとなった作品である。
2000年9月8日にゲームボーイカラー専用ソフトとして発売された『とっとこハム太郎 ともだち大作戦でちゅ』は、友達のプロフィールを登録して相性占いなどを楽しむ機能があり、システムそのものの完成度は申し分なかったものの、キャラクターゲームという性質上、『とっとこハム太郎』のファン以外への訴求が課題となった。
ニンテンドーDSの発売から1年近く後の2005年10月ごろ、プロデューサーの坂本賀勇はゲームボーイアドバンス用ソフト『リズム天国』のプログラマをしていた高橋龍太郎に、「大人の女性版『とっとこハム太郎 ともだち大作戦でちゅ』、すなわち『大人のオンナの占い手帳』を作りたい」と相談した。
この時点で高橋は「誕生日等を登録した友人の似顔絵を、用意されたパーツを組み合わせて福笑いのように作る」システムを想定していたが、3DCGの研修を受けてきた中川正宣の提案により、3DCGを用いたものに変更された。似顔絵ツールを受け取った坂本から「自分のような『規格外の顔』も作れないか」と帰ってきたため、顔のパーツのサイズや位置の変更、ならびに回転機能が追加された。
その後、この似顔絵ツールに同社の宮本茂が着目、宮本が1980年代から提案していた「友人の似顔絵を作って遊ぶゲーム（こけし構想）」を実現させうるシステムとして『占い手帳』のスタッフを招集し、宮本のWii開発プロジェクトのスタッフと共にMiiのシステムを完成させたという経緯がある。その後、2007年4月にMii開発のノウハウ等を逆にフィードバックすることで『トモダチコレクション』として開発が再開された。
詳細は「Mii#Miiと似顔絵チャンネル完成までの経緯」および「マリオアーティストシリーズ#マリオアーティスト タレントスタジオ」も参照。
Wiiやニンテンドー3DSのMiiと異なる点としては、衣服の着せ替えがあるために体の部分はWii・3DSよりもバリエーションが豊富な点である。ちなみにトモダチコレクションでは体の部分がWiiや3DSで作成したMiiの上下二色のものと異なり、作成時に設定した肌の色が手足にも反映されている等の差異がある。
ニンテンドー3DSのMiiスタジオでは、あらかじめ本作をセットしておくとトモダチコレクションからMiiを呼び出せる機能があり3DS側にコピーや転送ができる。なお、Miiスタジオでは新たに作成パーツが追加された関係上、MiiスタジオからトモダチコレクションにMiiを送る事が出来ないようになっている。

## トモダチコレクション 新生活
『トモダチコレクション 新生活』（- しんせいかつ）は、ニンテンドー3DS専用ソフト。
日本では2013年4月18日に、北米やヨーロッパでは2014年6月6日に、オーストラリアでは2014年6月7日に、韓国では2014年7月17日に発売された。 オランダではヨーロッパと同じ日に発売されたが、英語のみの実装であった。2015年10月16日にオランダ語に翻訳されたものが発売された。 
専用のニンテンドー3DS LL本体とダウンロード版がセットになっている「トモダチコレクション 新生活パック」も同時発売された。本作は、Miiが初めて登場するニンテンドー3DS用ソフトであり、Miiの身長や体型の設定が反映された作品となっている。

### 発売までの経緯
2011年9月13日に行われた、「ニンテンドー3DSカンファレンス2011」で『トモダチコレクション（仮称）』として初公開。2012年8月29日配信の「Nintendo Direct 2012.8.29」で、販売時期が2013年春頃に決まったことや、新たな動画など公開された。2013年1月31日に開かれた経営方針説明会で、ゲームタイトルを『トモダチコレクション 新生活』にすることが発表された。2013年2月21日に配信された動画『Nintendo 3DS Direct 2013.2.21』で、販売価格4,800円に決定したことと、販売日が2013年4月18日に決定したことを発表。新たに『すれちがい通信』と『いつの間に通信』に対応することも明らかになった。2013年3月12日配信の「Nintendo Direct」で「トモダチコレクション 新生活 パック」が22,800円（税込）で発売される事が発表された。

### 島内の施設
前作では島は1つしかなかったが、今作では新たに遊園地や喫茶店などの施設がある島が作られ、島は2つとなった。なお前作にあった「質問ホール」と「適職の館」は廃止された。「質問ホール」で実施されていた「あなたに聞きたい」と「多数決」については実施場所が変更されている。
※製品版で開発中と施設の名前が変わったところのみ（旧:）表示。
マンション
住人となったMii達が生活する場所で前作同様、13階を除き1フロアに8部屋あり、（13階は4部屋）、Miiが増えるにつれて改装される。（3階（24人）→6階（48人）→9階（72人）→13階（100人））
今作では屋上に入ることもでき、住人はテニス（主に壁打ち）やシャボン玉などで遊ぶことがある。新たに管理人室も設置され、そこではマンションの情報を見れたり、さらに前作ではできなかった住人の部屋の入れ替えもできるようになった。これにより、自身の分身のMiiも101号室以外の部屋に移動させることが可能となった。
前作では2人までしか住人の部屋に入れなかったが今作では最大で4人が他の住人の部屋に入れるようになった。また、前作ではバイトや他の住人の部屋に遊びに行っている住人の部屋にはその住人が帰ってくるまで入ることが出来なかったが、今作では住人を呼び出すことが出来るようになったため、呼び出すことで入ることが出来るようになった。
「あなたに聞きたい」というイベントが前作では「質問ホール」で実施されていたが今作では廃止されたため屋上での開催に変更され、人数も前作では司会者1人・回答者3名の計4人だったが今作では回答者が3名増え計7人となった。住人が10人以上になると実施出来るようになる。
市役所
住人の新規登録、いままで集めたアイテム表が見られたり、子供の記録、トモコレ新生活と通信が行う事ができ、結婚した住人に赤ちゃんが産まれないように設定することもできる。なお、前作と異なり、出来事を保存することは市役所では出来なくなり、出来事を保存する場合は施設選択画面で保存する方法に変更され、さらにMiiの性格を表にした「性格分布図」はマンションの管理人室に変更された。
たべもの屋さん
フードショップ。前作同様、「和」「洋」「デザート」「飲み物」の4つに分類されている。一度買ったものはカタログで購入できる。
服屋さん
服が買えるファッションの専門店。前作同様。「男性用」「女性用」「男女兼用」「仕事用」「その他（高級品）」の5つに分類されている。一度買ったものはカタログで購入できる。開放するには住人が男女各1人以上いて、悩みを5個解決しなければならない。
ぼうし屋さん
「ぼうし」「かぶりもの」「髪飾り（その他）」の3つに分類されている。一度買ったものはカタログで購入できる。開放するには住人が男女各2人以上いて、悩みを10個解決しなければならない。
インテリア屋さん
住人の部屋を模様替えできるインテリアのお店。一度買ったものはカタログで購入できる。前作同様、所持金が2万円以上になると開放される。
Miiニュース
島で起こった出来事をMiiがキャスターとなって流され、たまに臨時ニュースも流れる事もある。なお、前作でゲームを保存せずに電源を切った場合に放送されていた、「保存しなかった事件」のニュースは今作では廃止された。また前作同様、住人が男女各3人以上かつ合計7人になることで開放される。
音楽堂（旧：ライブ会場）
住人のMii達がパフォーマンスを披露する。ソロで披露したり、グループを作る事も出来る。自分で歌詞を作ってオリジナルソングも作れる。誰か一人でも住人に歌をプレゼントした瞬間に開放される。
ランキング掲示板
色々なランキングが発表される掲示板。ランキングの種類は前作のランキングに加えて新たに「住みごごちランキング」・「旅人ランキング」・「お金がかかる人ランキング」の3種類が追加された。「お金がかかる人ランキング」は1人の住人に累計で10万円以上分のお金をかけることで、「住みごごちランキング」と「旅人ランキング」はすれちがい通信を規定回数以上行うことでそれぞれ掲示される。開放するには住人が5人以上かつ悩みを15個解決しなければならない。
相性テスターDX
住人達の相性を調べる。前作同様、同性は友達、異性は恋愛の相性を調べることができる。また今作では相性天気予報が新たに導入され、仕事や遊び、恋愛などに関する2人の1週間を天気予報に見立てて予報してくれる。開放するには前作同様、住人が男女各2人以上いて、住人の悩みを30個解決しなければならない。
質屋さん（旧：学校）
手に入ったお宝を売る事ができる。前作同様、お宝を5種類以上手に入れることで開放される。
写真館
Miiの写真を撮ったり、見たり出来る。住人の組み合わせを選んで撮る事も出来る。1·2人のカップルでの写真や最大9人までのグループ写真、さらには住人全員での集合写真も撮影でき、また顔の表情を指定したり、背景色を選択できる。開放するには住人が10人以上いて、住人の悩みを50個解決するしなければならない。
住宅地
住宅地にある一軒家に結婚した住人が引っ越して来る。住宅地に移り住んだ住人は、マンションと一軒家を行き来するようになるが、一軒家には入ることが出来ないため用がある時はマンションに呼び出さなければならない。また、一軒家の内装や外観は夫婦の性格及び系統によって決まり、外観や内装は事実上変更することが出来ない（性格及び系統を変えた場合のみ可能）。生まれた子供も一人前になるまではこちらで生活する。住人が結婚することで開放される。
波止場
すれちがい通信でほかの島からやって来た旅人や輸入品を受け取る。すれちがい通信を始めることで開放される。
輸入洋品店
すれちがい通信でほかの島から来た輸入品を売っている。 いつの間に通信で入手した特別な品も売っている。すれちがい通信に成功するかいつの間に通信で輸入品が入荷することで開放される。
空き地
すれちがい通信でほかの島から来た旅人がテントを張る施設。最大10人のテントが張る。
恵みのふんすい
噴水が設置された心休まる憩いの広場。1日1回、住人全員での募金が行われる。毎朝5時になるとリセットされ、募金が再開される。また、時間毎に朝市・しりとり大会などのイベントも行われ、Mii同士のデートの結末もこの場所で明らかになる。前作で実施されたストリートライブと英会話教室については今作では廃止された。
喫茶店
ちょっとした集まりに最適な喫茶店。女子会や男子会をやっていることもある。また、住民が落ち込んでいると、なぐさめ会をやっていることもある。恋人達はここで別れる。BGMには前作のMiiの歌う歌の曲が流されている。誰かが告白した瞬間に開放される。
公園
散歩に最適な施設。昼市やカメラマンが行われており、住人は昼寝やフライングディスクなどをする。喫茶店同様、誰かが告白した瞬間に開放される。
遊園地
ローラーコースターや観覧車、メリーゴーランドなどの乗り物の他に、時間毎にマジックショーの開催、トモダチクエストというRPG風ゲーム、夜市なども開催される。喫茶店・公園同様、誰かが告白した瞬間に開放される。
浜辺
住人達がくつろぐ場所。多数決については「あなたに聞きたい」と同様「質問ホール」が廃止されたため伴い浜辺での開催に変更された。また前作では2択のみしかできなかったが今作では3択・4択の選択肢も出来るようになった。住人が15人以上になると実施出来るようになる。

### 遊び
前作と同様、緑色の人影マークがついている部屋に入るとそこにいる住民と遊ぶことができ、ゲームをすることでお宝を手に入れることができる。ゲームに勝つと大・中・小の箱を選んで選んだ箱の大きさのお宝がもらえる。負けるとティッシュまたはトイレットペーパーがもらえる。ゲームはランダムであり、以下のものがある。また、前作にはなかったゲームや廃止されたゲームもある。また、前作にはなかったゲームは太字とする。
- トントン相撲
- ババ抜き
- 絵合わせ
- 対戦絵合わせ
- シルエットクイズ
- Wシルエットクイズ
- 超アップクイズ
- モザイククイズ
- 共通点クイズ
- キャッチ - もともともらえる宝物が決まっていて、大・中・小の箱を選ぶことができない。

これらと別にアイテムは手に入らないが住人の悩みとしてのミニゲームもある。
- くしゃみ

### 更新
- Ver.1.1 - 2013年5月15日配信[17]
  - Mii引越しソフトを使い、DS版トモダチコレクションより移行した際の、ゲームが起動しない・人間関係の異常・セーブできないなどの症状を改善した[17]。
  - 旅に出した子供がいるときに、連絡が来ない不具合を改善[17]。
  - その他、複数の問題を改善[17]。
- Ver.1.2 - 2013年12月10日配信
  - Miiverseの『トモダチコレクション 新生活』コミュニティに、プレイ中の画面写真を投稿できるようにした。
  - その他、複数の問題を改善。

### 諸外国での同性婚の問題
欧米では、2014年6月に「新生活」が発売されている。欧米諸国では基本的に同性婚は認められているのに対し、このソフトではシステム上の問題で同性婚をすることができない。
米アリゾナ州在住の同性婚者の男性がネット上でゲーム内での同性婚を認めるオプションを追加すべきだと任天堂の米国法人に求めたことを皮切りに、欧米の同性婚者やその支援団体などが任天堂本社や各国法人などに見直しを求めた。しかし、任天堂本社は2014年5月7日、「ゲーム内での交流は遊び心あふれた別世界のもので、現実生活のシミュレーションではない」との声明を出してオプション装着やシステム変更を拒否。このために米国などで任天堂に対する批判が高まる事態となった。
任天堂本社はこの2日後に声明を取り消し謝罪。「今回（即ち「新生活」）では変更は不可能」としながらも、続編を出す場合「ゼロからデザインし、すべてのプレーヤーをより良く表現する」とした。

## トモダチコレクション わくわく生活
『トモダチコレクション わくわく生活』（- わくわくせいかつ）は、2026年に発売予定のNintendo Switch用ゲームソフト。
2025年3月27日に配信された『Nintendo Direct 2025.3.27』でゲームのタイトルと共に発表された。

## イベント一覧
「トモダチコレクション」は無印とする。
| イベント名             | 場所                                | 時間                          | 無印 | 新生活 | 備考                                                                                                 |
| ---------------------- | ----------------------------------- | ----------------------------- | ---- | ------ | --- |
| 募金                   | 恵みの噴水                          | 1日中                         | ◯    | ◯      | 1日一回限りである。                                                                                  |
| 朝市                   | 恵みの噴水                          | 6:30 - 11:30                  | ◯    | ◯      | 食べ物を売っている。『新生活』では、朝市限定の飲み物がある。また、たまにオマケとして実用品が貰える。 |
| 英会話教室（昼の部）   | 恵みの噴水                          | 15:00 - 16:00                 | ◯    | ✕      | |
| 英会話教室（夜の部）   | 恵みの噴水                          | 19:00 - 20:00                 | ◯    | ✕      | |
| ストリートライブ       | 恵みの噴水                          | 12:00 - 13:00、 21:00 - 23:00 | ◯    | ✕      | |
| しりとり大会           | 恵みの噴水                          | 18:00 - 19:00                 | ✕    | ◯      | 食べ物しりとり、お宝しりとり、何でもしりとりがある。                                                 |
| ニュース最新           | Miiニュース                         | 7:00・19:00                   | ◯    | ◯      | 毎日、7:00・19:00に最新ニュースが放送される。                                                        |
| あなたに聞きたい       | 質問ホール（無印） / 屋上（新生活） | いつでも                      | ◯    | ◯      | |
| 多数決                 | 質問ホール（無印） / 浜辺（新生活） | いつでも                      | ◯    | ◯      | |
| フライングディスク     | 公園                                | 8:00 - 9:00                   | ✕    | ◯      | |
| 昼市                   | 公園                                | 11:30 - 14:00                 | ✕    | ◯      | 服を売っている。たまにオマケとして実用品が貰える。                                                   |
| カメラマン             | 公園                                | 16:00 - 17:00                 | ✕    | ◯      | |
| マジックショー         | 遊園地                              | 10:00 - 11:00                 | ✕    | ◯      | |
| トモダチクエスト       | 遊園地                              | 14:30 - 16:30                 | ✕    | ◯      | 開催時間中、1日1回のみRPGを遊ぶことができる。                                                        |
| 夜市                   | 遊園地                              | 17:00 - 21:00                 | ✕    | ◯      | 福袋の中に、色々な三つのものが入っており開催時間中、1日1袋のみ購入できる。                           |
| 男子会・女子会・慰め会 | 喫茶店                              | 不定期（8:00 - 22:00の間）    | ✕    | ◯      | |